# Temporada 1900-1901 del Fútbol Club Barcelona
Algunas de los datos más destacados de la temporada 1900-1901 del Fútbol Club Barcelona son las siguientes:
- Subcampeón de la Copa Macaya
- Socios: 51

## 1900
- El primer trofeo (un objeto de bronce) lo consiguió ante su máximo rival, el FC Catalán, ganando por 3 a 1, en el último partido disputado al campo de la Bonanova. Este encuentro abrió la temporada 1900-01.
- 18 de noviembre: El Barcelona pasa a jugar a un campo contiguo en el hotel Casanovas. El primer partido lo disputó enfrente el Hispania (0-0).
- 23 de diciembre: Primer partido frente a la Sociedad Española de Fútbol, que posteriormente se convertiría en RCD Espanyol. El partido acabó sin goles en un ambiente de hermandad. El Barça jugó sin extranjeros en deferencia a su rival.

## 1901
- 27 de enero: Primera victoria del Barcelona en competición oficial. Copa Macaya: Barcelona 4-Sociedad Española de Fútbol 1. Los 4 goles los marcó Gamper.
- 17 de marzo: Victoria más amplia de la historia (Copa Macaya), Tarragona 0-Barça 18, Gamper marcó 9 goles.
- 25 de abril: Bartomeu Terrades sucede Walter Wild a la presidencia.

## Plantilla
| Copa Macaya | Copa Macaya       |         |    |         |
| P.॥॥        | Jugador           | País    | PT | 12x12px |
| ----------- | ----------------- | ------- | -- | ------- |
| Portero     | Vicenç Reig       | 22x22px | 6  | -4      |
| Portero     | A.J. Smart        | 22x22px | 1  |         |
| DEF         | David Mauchan     | 22x22px | 6  | 1       |
| DEF         | Geordie Girvan    | 22x22px | 6  | 2       |
| DEF         | Lluís Puelles     | 22x22px | 1  |         |
| MEDIO       | Bartomeu Terradas | 22x22px | 6  | 1       |
| MEDIO       | Miquel Valdés     | 22x22px | 6  |         |
| MEDIO       | Otto Maier        | 22x22px | 3  |         |
| MEDIO       | Walter Wild       | 22x22px | 2  |         |
| MEDIO       | Pere Cabot        | 22x22px | 1  |         |
| MEDIO       | Josep Llobet      | 22x22px | 1  |         |
| DAV         | A. Black          | 22x22px | 6  | 5       |
| DAV         | John Parsons      | 22x22px | 6  | 8       |
| DAV         | Hans Gamper       | 22x22px | 6  | 31      |
| DAV         | Arthur Witty      | 22x22px | 6  | 3       |
| DAV         | W. I. Freeman     | 22x22px | 2  |         |
| DAV         | Stanley Harris    | 22x22px | 1  |         |
| DAV         | Francesc Cruzate  | 22x22px | 0  |         |

## Competiciones
| Competición | Pos. . | P.॥॥ | PG | PE | PP | GF | GC | Campeón     |
| ----------- | ------ | ---- | -- | -- | -- | -- | -- | ----------- |
| Copa Macaya | 2.º    | 6    | 4  | 1  | 1  | 51 | 4  | Hispania AC |

## Resultados
| Amistosos |

- 1 Primero Barcelona-Espanyol de la historia. El equipo blanco-y-moratón se denominaba en sus inicios Sociedad Española de Fútbol.
- 2 Ambos equipos deciden no dar información, ni de resultado ni de ningún otro dato del partido.
- 3 El partido de la segunda vuelta contra la Espanyol no fue disputado al retirarse de la competición.